# Bogucice Pierwsze
Bogucice Pierwsze est une localité polonaise de la gmina et du powiat de Pińczów en voïvodie de Sainte-Croix.